# وليد بن عطاش
وليد محمد صالح بن رشيد بن عتش ويلقب خلاد (ولد في 1979) وهو سجين يمني رهن الاعتقال بدون محاكمة في سجن جوانتانامو في الولايات المتحدة، إتهمه الادعاء الأمريكي أنه ساعد في إعداد تفجير سفارات الولايات المتحدة 1998 في شرق أفريقيا وتفجير المدمرة كول، وكان بمثابة الحارس الشخصي لأسامة بن لادن، وجهت إليه رسميا تهمة اختيار ومساعدة العديد من الخاطفين في هجمات 11 سبتمبر.
ينحدر من عائلة على علاقة ودية مع أسامة بن لادن، وله العديد من الإخوة الذين شاركو في القتال في أفغانستان في تسعينيات القرن الماضي، تم ترحيل عائلته من اليمن ونشأ وترعرع في السعودية. ودرس في جامعة الدراسات الإسلامية في كراتشي الباكستانية  واعتقل عتش في باكستان في أيار عام 2003